# São José do Calçado (kommun)
São José do Calçado är en kommun i Brasilien.   Den ligger i delstaten Espírito Santo, i den sydöstra delen av landet, 900 km sydost om huvudstaden Brasília. Antalet invånare är 10 417. Arean är 272 kvadratkilometer.
Terrängen i São José do Calçado är kuperad.
Följande samhällen finns i São José do Calçado:
- São José do Calçado

Omgivningarna runt São José do Calçado är huvudsakligen savann. Runt São José do Calçado är det ganska tätbefolkat, med 62 invånare per kvadratkilometer.